# Lymantria barlowi
Lymantria barlowi är en fjärilsart som beskrevs av Alexander Schintlmeister 1994. Lymantria barlowi ingår i släktet Lymantria och familjen tofsspinnare. Inga underarter finns listade i Catalogue of Life.